# Cleistocactus hoffmannii
Cleistocactus hoffmannii är en kaktusväxtart som beskrevs av G.J. Charles. Cleistocactus hoffmannii ingår i släktet Cleistocactus, och familjen kaktusväxter. Inga underarter finns listade i Catalogue of Life.